# Prix de Bretagne
Prix de Bretagne, även kallat Prix Bretagne, är ett årligt travlopp för 4-9-åriga varmblod som körs på Vincennesbanan i Paris i Frankrike i mitten av november under det franska vintermeetinget. Det är ett Grupp 2-lopp, det vill säga ett lopp av näst högsta internationella klass. Loppet körs över 2700 meter med fransk voltstart. Förstapris i loppet är 54 000 euro.

## Inbjudan till Prix d'Amérique
Loppet är det första av de fyra B-loppen som körs inför Prix d'Amérique varje år. Utöver Prix de Bretagne körs Prix du Bourbonnais, Prix de Bourgogne och Prix de Belgique. De tre främst placerade hästarna i respektive lopp får en inbjudan till att delta i världens största travlopp Prix d'Amérique.
Andra kvalificerande lopp till Prix d'Amérique, med direktkval för segraren är Critérium Continental (Grupp 1-lopp för 4-åriga travare) och Prix Ténor de Baune (Grupp 2-lopp för 5-åriga hingstar och ston).

## Vinnare
| År   | Distans | Häst               | Land      | Tid    | Efter              | Kusk                  | Tränare              | Tvåa               | Trea               |
| ---- | ------- | ------------------ | --------- | ------ | ------------------ | --------------------- | -------------------- | ------------------ | ------------------ |
| 2024 | 2 700m  | Hussard du Landret | Frankrike | 1.11,4 | Bird Parker        | Yoann Lebourgeois     | Benoit Robin         | San Moteur         | Hooker Berry       |
| 2023 | 2 700m  | Hussard du Landret | Frankrike | 1.12,0 | Bird Parker        | Benoit Robin          | Benoit Robin         | Hooker Berry       | Hokkaido Jiel      |
| 2022 | 2 700m  | Hip Hop Haufor     | Frankrike | 1.12,4 | Up and Quick       | Christian Bigeon      | Christian Bigeon     | Italiano Vero      | Ampia Mede SM      |
| 2021 | 2 700m  | Face Time Bourbon  | Frankrike | 1.11,4 | Ready Cash         | Éric Raffin           | Sébastien Guarato    | Etonnant           | Ganay de Banville  |
| 2020 | 2 700m  | Diable de Vauvert  | Frankrike | 1.12,8 | Prince d'Espace    | Gabriele Gelormini    | Bertrand Le Beller   | Feliciano          | Bahia Quesnot      |
| 2019 | 2 700m  | Davidson du Pont   | Frankrike | 1.12,7 | Pacha du Pont      | Franck Ouvrie         | Jean Michel Bazire   | Chica de Joudes    | Looking Superb     |
| 2018 | 2 700m  | Davidson du Pont   | Frankrike | 1.12,6 | Pacha du Pont      | Jean Michel Bazire    | Jean Michel Bazire   | Délia du Pommereux | Bird Parker        |
| 2017 | 2 700m  | Valko Jenilat      | Frankrike | 1.13,2 | Kepler             | Éric Raffin           | Sébastien Guarato    | Billie de Montfort | Charly du Noyer    |
| 2016 | 2 700m  | Anna Mix           | Frankrike | 1'13"1 | Ludo de Castelle   | Franck Nivard         | Franck Leblanc       | Princess Grif      | Bird Parker        |
| 2015 | 2 700m  | Akim du Cap Vert   | Frankrike | 1'13"  | First de Retz      | Franck Anne           | Franck Anne          | Anna Mix           | Village Mystic     |
| 2014 | 2 700m  | Tiégo d'Étang      | Frankrike | 1'13"4 | Chaillot           | Charles-Julien Bigeon | Christian Bigeon     | Akim du Cap Vert   | Roxane Griff       |
| 2013 | 2 700m  | Uhlan du Val       | Frankrike | 1'12"9 | Isléro de Bellouet | Cédric Mégissier      | Cédric Mégissier     | Up And Quick       | Tiégo d'Étang      |
| 2012 | 2 700m  | Roxane Griff       | Frankrike | 1'12"5 | Ténor de Baune     | Éric Raffin           | Sébastien Guarato    | Quoumba de Guez    | Royal Dream        |
| 2011 | 2 700m  | Ready Cash         | Frankrike | 1'13"3 | Indy de Vive       | Franck Nivard         | Thierry Duvaldestin  | Roxane Griff       | Lisa America       |
| 2010 | 2 700m  | Olga du Biwetz     | Frankrike | 1'12"9 | Cezio Josselyn     | Éric Raffin           | Fabrice Souloy       | Nuit Torride       | Oyonnax            |
| 2009 | 2 700m  | Orlando Sport      | Frankrike | 1'12"6 | Hand du Vivier     | Sébastien Baude       | Roger Coueffin       | Quarla             | Olga du Biwetz     |
| 2008 | 2 700m  | Olga du Biwetz     | Frankrike | 1'13"8 | Cezio Josselyn     | Joseph Verbeeck       | Sébastien Guarato    | Exploit Caf        | Popinée de Timbia  |
| 2007 | 2 700m  | Kool du Caux       | Frankrike | 1'13"6 | Bijou du Bignon    | Franck Nivard         | Fabrice Souloy       | Hot Tub            | Nouba du Saptel    |
| 2006 | 2 850m  | Keed Tivoli        | Frankrike | 1'13"7 | Steed James        | Maxime Bézier         | Antoine-Paul Bézier  | Ladakh Jiel        | Nijinski Blue      |
| 2005 | 2 850m  | Lady d'Auvrecy     | Frankrike | 1'14"3 | Dorenzo            | Sébastien Baude       | Franck Harel         | Super Light        | Kuza Viva          |
| 2004 | 2 875m  | Jag de Bellouet    | Frankrike | 1'13"5 | Viking's Way       | Christophe Gallier    | Christophe Gallier   | Super Light        | Jaminska           |
| 2003 | 2 850m  | Jalba du Pont      | Frankrike | 1'14"6 | Baccarat du Pont   | Jean-Yves Rayon       | Albert Rayon         | Ipson de Mormal    | Jardy              |
| 2002 | 2 850m  | Hyperion           | Frankrike | 1'14"5 | Atout du Closet    | Lionel Gazengel       | Stéphane Guelpa      | Insert Gédé        | Igor de Miennais   |
| 2001 | 2 850m  | Insert Gédé        | Frankrike | 1'15"6 | Jet du Vivier      | Yves Dreux            | Jean-Luc Bigeon      | Glissando          | Grassano           |
| 2000 | 2 850m  | Fan Idole          | Frankrike | 1'15"1 | Le Ham             | Richard-W. Denéchère  | Richard-W. Denéchère | Gios de Jiel       | Groom de Bootz     |
| 1999 | 2 850m  | Fiesta d'Anjou     | Frankrike | 1'14"8 | Urfist des Prés    | Jean-Michel Bazire    | Jean-Michel Bazire   | Giant Cat          | Draga              |
| 1998 | 2 825m  | Capitole           | Frankrike | 1'15"3 | Passionnant        | Pierre Levesque       | Michel Lenoir        | Fleuron Perrine    | Express Road       |
| 1997 | 2 825m  | Capitole           | Frankrike | 1'15"7 | Passionnant        | Michel Lenoir         | Michel Lenoir        | Chaillot           | Escartefigue       |
| 1996 | 2 825m  | Abo Volo           | Frankrike | 1'15"9 | Lurabo             | Joseph Verbeeck       | Paul Viel            | Balou Boy          | Vénus de Foliot    |
| 1995 | 2 800m  | Capitole           | Frankrike | 1'16"  | Passionnant        | Bernard Oger          | Léopold Verroken     | Bassano            | Abo Volo           |
| 1994 | 2 825m  | Vourasie           | Frankrike | 1'15"3 | Fakir du Vivier    | Bernard Oger          | Léopold Verroken     | Bleuet de Crépon   | Useria             |
| 1993 | 2 800m  | Abo Volo           | Frankrike | 1'16"5 | Lurabo             | Paul Viel             | Paul Viel            | Arnaqueur          | Strabo             |
| 1992 | 2 775m  | Tsar Unique        | Frankrike | 1'17"4 | Fakir du Vivier    | Franck Blandin        | André Blandin        | Strabo             | Unique James       |
| 1991 | 2 775m  | Ukir de Jemma      | Frankrike | 1'19"4 | Fakir du Vivier    | Michel Roussel        | Philippe Allaire     | Ultra Ducal        | Rêve d'Udon        |
| 1990 | 2 775m  | Sancho Pança       | Frankrike | 1'17"9 | Chambon P          | Joël Hallais          | Joël Hallais         | Québir de Chenu    | Réussite de Rozoy  |
| 1989 | 2 775m  | Québir de Chenu    | Frankrike | 1'18"5 | Florestan          | Franck Pellerot       | Bernard Pellerot     | Pussy Cat          | Pontaubault        |
| 1988 | 2 775m  | Queila Gédé        | Frankrike | 1'17"3 | Gazon              | Roger Baudron         | Roger Baudron        | Poroto             | Québir de Chenu    |
| 1987 | 2 775m  | Poroto             | Frankrike | 1'17"4 | Esquirol           | Louis Boulard         | Louis Boulard        | Quito de Talonay   | Quarisso           |
| 1986 | 2 800m  | Ourasi             | Frankrike | 1'19"6 | Greyhound          | Jean-René Gougeon     | Jean-René Gougeon    | Olympio de Corseul | Pan de la Vaudère  |
| 1985 | 2 800m  | Ogorek             | Frankrike | 1'18"  | Borgia III         | Michel Roussel        | Jean-Lou Peupion     | Ourasi             | Oligo              |
| 1984 | 2 800m  | Major de Brion     | Frankrike | 1'18"4 | Mitsouko           | Jean-Claude Hallais   | Jean-Lou Peupion     | Minou du Donjon    | Miss Cléville      |
| 1983 | 2 800m  | Khali de Vrie      | Frankrike | 1'18"4 | Quirinus III       | Roger Baudron         | Roger Baudron        | Katinka            | Jonc d'Anson       |
| 1982 | 2 800m  | Katinka            | Frankrike | 1'19"4 | Kerjacques         | Jean-René Gougeon     | Jean-René Gougeon    | Lutin d'Isigny     | Igor du Beauvoisin |
| 1981 | 2 825m  | Jorky              | Frankrike | 1'19"  | Kerjacques         | Léopold Verroken      | Léopold Verroken     | Jézabel d'Ouches   | Iris de Gournay    |
| 1980 | 2 800m  | Ianthin            | Frankrike | 1'19"4 | Vésuve T           | Paul Delanoé          | Marin Tribondeau     | Ino Ludois         | Gamélia            |
| 1979 | 2 800m  | Gadamès            | Frankrike | 1'18"8 | Kerjacques         | Pierre-Léopold Marie  |                      | Fleur de Prère     | Grande Source      |
| 1978 | 2 800m  | Grandpré           | Frankrike | 1'18"5 | Quouick JL         | J C Mariette          |                      | Feinte             | Fadet              |